# Покровка (Череповский сельсовет)
Покровка — бывшая деревня в Хиславичском районе Смоленской области России.
Находилась в 2 верстах к северо-западу от поныне существующей деревни Черепово.

## История
Согласно спискам населенных мест Российской империи в деревне Покровка в 1859 году проживало 115 человек. В 1904 году — 230 человек. 
До 1929 года деревня входила в состав Ново-Руднянской волости Рославльского уезда Смоленской губернии. С 1929 года — в составе Хиславичского района Смоленской области. 
В 1978 году деревня уже прекратила существование, в справочнике сообщается, что она находилась в списках до 1966 года .
К 1993 году тоже числится в  Череповском сельсовете, как ликвидированная деревня .

## Известные уроженцы
- Берестнев, Павел Максимович (1913-1981)  —  генерал-майор авиации, участник Великой Отечественной войны, Герой Советского Союза (1943).